# Catari (trib)
Catari (a nu se confunda cu adepții catarismului) a fost numele unui trib aparținând popoarelor venețiene, aceștia sunt uneori confundați cu ilirii, dar au fost, de fapt, celți la origine.